# Gamle Oslo
Gamle Oslo és un districte de la ciutat d'Oslo, Noruega. L'any 2012 tenia 44.958 habitants. El nom significa "Antic Oslo".
El districte compta amb diversos punts de referència i els grans parcs, incloent el Museu d'Edvard Munch, un Jardí Botànic i un parc medieval. Durant el temps que la ciutat d'Oslo va ser anomenada Christiania, aquesta zona es deia Oslo.
Els barris d'Oslo que pertanyen a aquest districte són:
- Grønland
- Enerhaugen
- Tøyen
- Vålerenga
- Kampen
- Gamlebyen
- Ensjø
- Etterstad
- Valle-Hovin
- Helsfyr
- Ekebergskråningen

El districte també inclou les illes i illots del fiord d'Oslo: Kavringen, Nakholmen, Lindoya, Hovedøya, Bleikøya, Gressholmen, Rambergøya, Langøyene i Heggholmen.